# Керамеос, Ники
Ники Констандину Керамеос (греч. Νίκη Κωνσταντίνου Κεραμέως; род. 18 июля 1980, Салоники) — греческий адвокат, политический и государственный деятель. Член партии «Новая демократия». Министр внутренних дел Греции с 27 июня 2023 года. В прошлом — министр образования и по делам религий (2019—2023). Депутат парламента Греции с 25 января 2015 года.

## Биография
Родилась 18 июля 1980 года в Салониках. Получила степень магистра права в области арбитражного права на юридическом факультете Гарвардского университета. Окончила Университет Пантеон-Ассас в Париже.
Работала ассистентом профессора, преподавала право первокурсникам в Университете Пантеон-Ассас. Работала адвокатом в юридической фирме Cravath, Swaine & Moore с штаб-квартирой в Нью-Йорке. С 2007 года работала адвокатом в Греции. Является членом коллегии адвокатов Нью-Йорка и Афин. Является партнёром в адвокатской фирме Kerameus & Partners с штаб-квартирой в Афинах.
На парламентских выборах 25 января 2015 года избрана депутатом парламента. Переизбрана на выборах 20 сентября 2015 года и 7 июля 2019 года.
9 июля 2019 года назначена министром образования и по делам религий в кабинете Мицотакиса.
27 июня 2023 года назначена министром внутренних дел во втором кабинете Мицотакиса.
Имеет награды в области благотворительности за бесплатные юридические услуги, которые оказывала бездомным Нью-Йорка.

## Личная жизнь
Замужем. Имеет двух детей.